# Rava (wyspa)
Rava – wyspa w chorwackiej części Morza Adriatyckiego. Jest zlokalizowana w pobliżu miejscowości Zadar, pomiędzy wyspami Iž i Dugi Otok, 30 km od Zadaru. Wyspa zajmuje powierzchnię 3,634 km² a długość linii brzegowej wynosi 15,995 km. Jest zamieszkiwana przez 98 osób (2001). Jedynymi miejscowościami na wyspie są Vela Rava oraz Mala Rava. Rozwinięta uprawa oliwek oraz rybactwo.